# Does This Look Infected?
Does This Look Infected? is het tweede studioalbum van de Canadese rockband Sum 41. Het album kwam op 26 november 2002 uit. Op de albumhoes staat drummer Steve Jocz verkleed als zombie. Het album was bijna vertraagd door het platenlabel aangezien de band niet op tijd met een albumtitel kwam. Deryck Whibley kwam plots met de naam Does This Look Infected?. De band moest lachen om het idee en kozen het als titel.
Ondanks dat de teksten weinig scheldwoorden bevatten is het Sum 41's enige album met een parental advisory sticker erop.

## Nummers
| 1.                 | The Hell Song                  | 3:18 |
| 2.                 | Over My Head (Better Off Dead) | 2:29 |
| 3.                 | My Direction                   | 2:02 |
| 4.                 | Still Waiting                  | 2:38 |
| 5.                 | A.N.I.C.                       | 0:37 |
| 6.                 | No Brains                      | 2:46 |
| 7.                 | All Messed Up                  | 2:44 |
| 8.                 | Mr. Amsterdam                  | 2:56 |
| 9.                 | Thanks for Nothing             | 3:04 |
| 10.                | Hyper-Insomnia-Para-Condrioid  | 2:32 |
| 11.                | Billy Spleen                   | 2:32 |
| 12.                | Hooch                          | 3:28 |
| Totale duur: 31:14 |                                |      |

| Nr. | Titel                                | Duur |
| --- | ------------------------------------ | ---- |
| 13. | Reign in Pain (Heavy Metal Jamboree) | 2:55 |
| 14. | WWVII Parts 1 & 2                    | 5:09 |

## Bezetting
- Deryck Whibley - leadzang, slaggitaar, drums op "Reign in Pain" en "WWVII Parts 1 & 2"
- Dave Baksh - leadgitaar, zang
- Jason McCaslin - basgitaar, zang
- Steve Jocz - drums, leadzang op "Reign in Pain" en "WWVII Parts 1 & 2", mede-leadzang op "Thanks for Nothing"

## Hitlijsten

### Ultratop 50
| "Does This Look Infected?" in de Vlaamse Ultratop 50 Alternatieve albums - binnen: 14-12-2002 | "Does This Look Infected?" in de Vlaamse Ultratop 50 Alternatieve albums - binnen: 14-12-2002 |
| Week                                                                                          | 1                                                                                             |
| --------------------------------------------------------------------------------------------- | --------------------------------------------------------------------------------------------- |
| Nummer                                                                                        | 49                                                                                            |